# Akodon caenosus
Akodon caenosus là một loài gặm nhấm thuộc chi Akodon được tìm thấy ở tây bắc Argentina và trung nam Bolivia. Kể từ khi được mô tả vào năm 1918, nó đã được phân loại thành một loài riêng biệt hoặc một phân loài của Akodon lutescens (trước đây là Akodon puer). Loài Akodon aliquantulus, được mô tả từ một số mẫu vật rất nhỏ của Argentina vào năm 1999, hiện được công nhận là danh pháp đồng nghĩa của A. caenosus.
Akodon caenosus rất nhỏ, nặng trung bình 19,3 g (0,68 oz) và có nhiều màu sắc khác nhau nhưng nhìn chung có màu nâu. Phần dưới có màu sắc khác biệt rõ rệt so với phần trên. Hộp sọ có phần mõm ngắn (phần trước), vùng liên ổ mắt rộng (giữa hai mắt) và hộp sọ hẹp. Kiểu nhân bao gồm 34 nhiễm sắc thể. A. caenosus chủ yếu xuất hiện ở thảm thực vật Yungas và sinh sản chủ yếu vào mùa đông. Nó có chung phạm vi phân bố với nhiều loài gặm nhấm Sigmodontinae khác, bao gồm ba loài cũng thuộc chi Akodon.

## Phân loại
E. Budin thu thập mẫu vật đầu tiên của loài này vào ngày 21 tháng 8 năm 1917 tại tỉnh Jujuy, tây bắc Argentina, và vào năm sau đó Oldfield Thomas đã sử dụng loài vật này làm mẫu vật gốc của một phân loài mới của Akodon puer, sinh sống tại Bolivia. Ông mô tả phân loài mới Akodon puer cænosus có màu sẫm hơn và xỉn hơn so với dạng ở Bolivia, nhưng về mặt khác thì giống hệt nhau. Năm 1920, Thomas nhận ra sự khác biệt bổ sung giữa hai loài sau khi kiểm tra nhiều mẫu vật hơn và phân loại loài Argentina thành một loài riêng biệt, Akodon cænosus. Hầu hết các tác giả tiếp theo đều tuân theo sự sắp xếp này, nhưng kể từ những năm 1980, một số người đã liệt kê dạng gặm nhấm (hiện được viết là caenosus) trong A. puer một lần nữa. Năm 1990, Philip Myers và cộng sự đã xem xét nhóm Akodon boliviensis, bao gồm A. puer và A. caenosus, và một lần nữa coi caenosus là một phân loài của puer. Họ giữ lại caenosus như một tên phân loài riêng biệt cho quần thể puer tại Argentina vì kích thước nhỏ, bộ lông sẫm màu và kiểu nhân đặc biệt của nó. Myers và đồng nghiệp đã đặt tên lutescens J.A. Allen, 1901, với tư cách là một phân loài của Akodon puer Thomas, 1902, và vào năm 1997 Sydney Anderson ghi chú rằng tên cũ hơn lutescens nên được sử dụng cho loài này vì Nguyên tắc ưu tiên; do đó, ông đã dùng tên kết hợp Akodon lutescens caenosus cho phân loài Argentina. Trong suốt những năm 1990 và 2000, các tác giả tiếp tục có sự phân hóa về cách phân loại caenosus thành một loài đầy đủ hoặc một phân loài của puer (=lutescens).
Hai con Akodon nhỏ được thu thập vào năm 1993 ở tỉnh Tucumán, tây bắc Argentina, được đặt tên là Akodon diminutus vào năm 1994, nhưng tên gọi này bị cho là nomen nudum và do đó không được sử dụng theo Luật quốc tế về danh pháp động vật học. Năm 1999, Mónica Díaz và cộng sự mô tả những con vật này đầy đủ hơn với tư cách một loài mới mang tên Akodon aliquantulus, mà họ cho là có liên quan chặt chẽ với A. puer caenosus. Tên cụ thể có nghĩa là "ít" hoặc "số ít" trong tiếng Latinh và đề cập đến kích thước nhỏ của loài cũng như mẫu nhỏ mà Díaz và các đồng nghiệp có thể sử dụng. Trong ấn bản thứ ba năm 2005 của Mammal Species of the World, Guy Musser và Michael Carleton gọi sự khác biệt giữa A. aliquantulus và A. lutescens (=puer) là "không ấn tượng" và đề xuất nghiên cứu phân loại sâu hơn. Các tên phổ biến được đề xuất cho A. aliquantulus bao gồm "Akodont nhỏ" và "Chuột cỏ Tucumán".
Năm 2010, Pablo Jayat và các đồng nghiệp xem xét các thành viên của nhóm Akodon boliviensis tại Argentina. Trên cơ sở các trình tự từ gen cytochrome b của ty thể, họ nhận thấy A. caenosus gần nhất với A. lutescens và A. subfuscus, tạo thành một nhánh là nhóm chị em với một nhánh của các loài còn lại trong nhóm A. boliviensis—A. boliviensis, A. spegazzinii, A. sylvanus và A. polopi. Họ phân loại A. caenosus là một loài tách biệt với A. lutescens vì hai dạng này không tạo thành một nhánh duy nhất (A. caenosus thay vào đó gần với A. subfuscus hơn) và vì sự khác biệt giữa các trình tự cytochrome b của A. lutescens và A. caenosus tương đối cao ở mức 3,5%. A. aliquantulus được rút gọn thành danh pháp đồng nghĩa của A. caenosus, vì họ không tìm thấy sự khác biệt đáng kể nào về mặt hình thái giữa hai loài này. Đồng thời, họ không thể tái tạo các đặc điểm mà Díaz và các đồng nghiệp đã ghi nhận thuộc về A. aliquantulus.

## Miêu tả
Akodon caenosus là loài nhỏ nhất trong số các loài ở Argentina thuộc nhóm A. boliviensis—thực tế là một trong những loài nhỏ nhất trong số tất cả các loài Akodon. Phần trên có màu đồng nhất, nhưng tông màu của chúng có thể thay đổi: thường có màu nâu vàng, nhưng ở một số cá thể có màu gần như vàng, đỏ hoặc ô liu. Tông màu đỏ chủ yếu xuất hiện ở con cái đang cho con bú. Động vật sống ở vùng cao thường nhẹ hơn nhưng cũng có sự khác biệt rõ rệt trong quần thể. Đôi tai tương tự như phần trên, nhưng một số cá thể có hai bên với màu sắc phong phú và rõ ràng hơn. Phần dưới có màu sắc khác nhau rõ ràng, thay đổi từ xám nhạt đến hơi vàng hoặc hơi đỏ. Xung quanh mắt có những vòng màu hơi vàng, xuất hiện rõ hơn ở những quần thể sống ở độ cao lớn. Chúng có lông màu trắng đến hơi vàng ở chân trước và chân sau. Đuôi được bao phủ bởi lông và có màu nâu sẫm ở trên và trắng ở dưới.
Trong hộp sọ, mõm (phần trước) ngắn, vùng liên ổ mắt (giữa hai mắt) rộng và có hình đồng hồ cát, hộp sọ nhỏ. Phiến xương gò má, phần phía trước dẹt của vòm gò má, hẹp với các rãnh gò má kém phát triển ở phía trước, nhưng có sự khác biệt đáng kể về đặc điểm của phiến xương. Lỗ răng cửa (lỗ ở phần trước của vòm miệng) kéo dài trở lại giữa các răng hàm đầu tiên. Hố trung mô, lỗ hở phía sau vòm miệng, rất hẹp. Ở hàm dưới, các đường gờ cơ cắn, có tác dụng neo giữ một số cơ nhai, kéo dài đến gần mép trước của răng hàm lớn thứ nhất. Quá trình bao bọc, nâng lên ở phần sau của xương hàm dưới để chứa chân răng cửa, kém phát triển. Các răng cửa trên chỉnh nha (mặt nhai nằm trong mặt phẳng nằm ngang) đến hơi lệch (mặt nhai nghiêng về phía sau). Các răng hàm có một số mào phụ và các đặc điểm khác, chẳng hạn như răng hàm trên răng hàm trên thứ nhất và răng hàm trên ở răng hàm trên thứ nhất và thứ hai.
Trong 12 cá thể A. caenosus Argentina trưởng thành, tổng chiều dài là 124 đến 169 mm (4,9 đến 6,7 in), trung bình 151 mm (5,9 in); chiều dài đuôi là 46 đến 75 mm (1,8 đến 3,0 in), trung bình 62 mm (2,4 in); chiều dài bàn chân sau là 20 đến 26 mm (0,79 đến 1,02 in), trung bình 21 mm (0,83 in); chiều dài tai là 12 đến 15 mm (0,47 đến 0,59 in), trung bình 13 mm (0,51 in); và trọng lượng là 10,5 đến 27,5 g (0,37 đến 0,97 oz), trung bình 19,3 g (0,68 oz). Kiểu nhân bao gồm 34 nhiễm sắc thể với số lượng cơ bản là 40 nhánh chính (2n = 34, FN = 40). Các nhiễm sắc thể thường bao gồm ba cặp trung tâm lớn và một cặp rất nhỏ, với hai cánh tay dài và mười hai cặp tâm cùng cỡ nhỏ đến trung bình, có một cánh tay dài và một cánh tay rất ngắn. Nhiễm sắc thể X có kích thước trung bình và cận tâm, với một nhánh dài và một nhánh ngắn, còn nhiễm sắc thể Y rất nhỏ và có tâm ở các mẫu Jujuy, nhưng có tâm trung tâm ở các mẫu từ Tucumán. Kiểu nhân được phân biệt với kiểu nhân của A. lutescens bằng ba cách chuyển vị Robertson.
Các thành viên của nhóm Akodon boliviensis, bao gồm cả A. caenosus, nhìn chung giống nhau và khó phân biệt nhưng chúng khác nhau về kích thước hộp sọ tương đối và một số đặc điểm khác. A. spegazzinii lớn hơn A. caenosus; A. sylvanus có màu sẫm hơn và có ít độ tương phản hơn giữa phần trên và phần dưới cũng như vòng mắt kém rõ rệt hơn; A. polopi có vùng liên ổ mắt hình vuông và các đường gờ phát triển tốt hơn trên hộp sọ; còn A. boliviensis có màu nhạt hơn và tai có nhiều lông hơn.

## Phân bố và sinh thái
Akodon caenosus được tìm thấy từ tây bắc Argentina tới trung nam Bolivia. Ở Bolivia, loài này xuất hiện ở các tỉnh Tarija và Chuquisaca. Phạm vi phân bố ở Argentina kéo dài từ phía bắc Salta đến phía nam Catamarca ở độ cao từ 400 đến 3.100 m (1.300 đến 10.200 ft). Nó chủ yếu được tìm thấy ở Yungas, nhưng cũng có ở vùng cao nhất của Chaco và vùng thấp nhất của đồng cỏ núi Andes. Nó xuất hiện cùng với A. boliviensis, A. sylvanus, A. simulator và các loài Oxymycterus, Calomys, Phyllotis, Oligoryzomys, Necromys, Andinomys, Graomys và Abrothrix. Loài này sinh sản quanh năm, nhưng chủ yếu là từ tháng 11 đến tháng 1, trong mùa hè. Quá trình lột xác xảy ra chủ yếu vào mùa đông và mùa thu. Ruồi oestrid Cuterebra apicalis và bọ chét Hectopsylla gracilis đã được ghi nhận từ A. caenosus. Các loài ve Androlaelaps fahrenholzi, Androlaelaps rotundus và Eulaelaps stableris đã được tìm thấy trên A. aliquantulus.

## Tình trạng bảo tồn
IUCN hiện đánh giá A. aliquantulus là "Thiếu dữ liệu" vì có rất ít thông tin về loài này, nhưng ghi chú rằng việc chăn nuôi và đốt rừng có thể đe dọa nó. Akodon lutescens, bao gồm cả A. caenosus, được đánh giá là "Ít quan tâm" vì sự phân bố rộng rãi, số lượng lớn và khả năng tồn tại trong môi trường sống bị xáo trộn. Tuy nhiên, việc mất môi trường sống có thể đe dọa quần thể tại Yungas.